# Дорабы
Дорабы (лат. Chirocentrus) — род лучепёрых рыб, единственный современный род в семействе дорабовых, или зубастых сельдей (Chirocentridae). Представители рода распространены в Индо-Тихоокеанской области. Морские пелагические рыбы. В отличие от других сельдевидных дорабы являются активными хищниками. Максимальная длина тела 100 см.

## Описание
Тело удлинённое, сильно сжатое с боков, покрытое мелкой, легко опадающей, циклоидной чешуей. Рот большой, верхний, с клыковидными зубами на обеих челюстях. На первой жаберной дуге 17—22 жаберных тычинок. Килевые чешуйки редуцированные. Спинной и анальный плавники сдвинуты к задней половине тела. В коротком спинном плавнике 16—19 мягких лучей. В длинном анальном плавнике 29—36 мягких лучей. Грудные плавники с 12—15 мягкими лучами, расположены ближе к брюху. Брюшные плавники находятся в средней части брюха (абдоминальные). У переднего края парных плавников имеется аксиллярная пластинка. Хвостовой плавник выемчатый, гомоцеркальный. Жировой плавник отсутствует. Боковой линии нет. В кишечнике есть спиральный клапан. Пилорических придатков нет. Позвонков 69—75. Спина сине-зелёного цвета, тело серебристое.

## Классификация
В составе роды выделяют два вида:
- Chirocentrus dorab (Forsskål, 1775) — Дораб, или сельдь-дораб, или зубастая сельдь
- Chirocentrus nudus Swainson, 1839 — Светлопёрый дораб

## Взаимодействие с человеком
Ценные промысловые рыбы. Мировые уловы в 1990-е годы варьировались от 53,2 до 70,2 тысяч тонн. Ловят закидными неводами и жаберными сетями. Реализуются в свежем и мороженом виде, а также идут на производство консервов.